# MOD (formato audio)
MOD è un formato di file per computer usato originalmente per riprodurre musica tracker.
Fu il primo formato ad essere utilizzato, i file  usano l'estensione ".mod", eccetto che su Amiga, dove invece si usava il prefisso "mod.", come ad esempio "mod.echoing". Un file MOD contiene degli strumenti sotto forma di campioni, alcuni modelli che indicano come e quando i campioni sono da usare e una lista di quali modelli usare ed in che ordine.

## Storia
La prima versione del formato fu creata da Karsten Obarski per essere utilizzata da Ultimate SoundTracker, un software tracker pubblicato per l'Amiga nel 1987. Il formato è stato successivamente supportato da centinaia di programmi di riproduzione musicale per l'Amiga e da decine di altri tracker.
La versione originale del formato MOD supportava fino a 4 canali simultanei di riproduzione, che corrispondevano alle potenzialità del chipset dell'Amiga originale e fino a 15 strumenti. Miglioramenti successivi hanno esteso il numero di canali fino a 32 e il numero di strumenti fino a 31.
Il formato originale fu progettato per essere direttamente riproducibile sull'Amiga senza bisogno di calcoli addizionali: ad esempio, i campioni vengono memorizzati in formato PCM a 8 bit, pronto per essere riprodotto dal DAC dell'amiga, mentre le sequenze non sono compresse. La riproduzione richiedeva una minima quantità di CPU e molti videogiochi hanno usato il formato per le musiche di sottofondo.
È luogo comune che il magic number "M.K." nell'offset 0x438 dei file MOD rappresenterebbero le iniziali di Mahoney e Kaktus, due importanti programmatori Amiga del tempo, che giocarono un ruolo importante per la popolarità del formato. In realtà le iniziali stanno per Michael Kleps, alias Unknown / DOC, un altro importante sviluppatore del formato.

## Caratteristiche
Il pattern è rappresentato in una sequenza di tabelle con una colonna per canale, quindi con 4 colonne, una per ogni canale hardware Amiga. Ogni colonna possiede 64 righe.
Ogni cella, che viene eseguita sul canale della colonna in questione quando il tempo della riga di tale cella è raggiunto, può:
- Far cominciare a suonare una nuova nota in quel canale ad un dato volume, possibilmente con un effetto applicato;
- Cambiare il volume o l'effetto speciale applicato alla nota corrente;
- Spostarsi all'interno della tabella (e quindi del file)
- Non fare nulla; ogni nota suonata in quel canale continua a essere suonata.

Nel formato MOD originale il minimo frame di tempo era 0,02 secondi.